# Аристид Кавайе-Кол
Аристид Кавайе-Кол (на френски: Aristide Cavaillé-Coll) е френски строител на органи. Създател на едни от най-известните църковни пневматични органи през XIX век, направил много подобрения в принципа на работа на органите. На неговите инструменти са музицирали и композирали Цезар Франк, Шарл-Мари Видор и др.
След смъртта на Аристид Кавайе-Кол, неговият син Шарл Мутен продължава бизнеса с построяване на органи до Втората световна война, когато фирмата прекратява съществуването си.
Много от органите, построени от него и след смъртта му от неговия син, съществуват във Франция, Великобритания и Испания.